# Segunda División 1952 (Chili)
In 1952 werd het eerste seizoen gespeeld van de Segunda División, de tweede hoogste voetbalklasse van Chili. Palestino werd kampioen.

## Eindstand
| Plaats | Club                | Wed. | W  | G | V  | Saldo | Ptn. |
| ------ | ------------------- | ---- | -- | - | -- | ----- | ---- |
| 1.     | Rangers             | 21   | 11 | 6 | 4  | 38:26 | 28   |
| 2.     | Palestino           | 21   | 11 | 6 | 4  | 41:31 | 28   |
| 3.     | Thomas Bata         | 21   | 10 | 4 | 7  | 35:27 | 24   |
| 4.     | América             | 21   | 7  | 7 | 7  | 35:31 | 21   |
| 5.     | Santiago National   | 21   | 9  | 3 | 9  | 41:41 | 21   |
| 6.     | Maestranza Central  | 21   | 5  | 8 | 8  | 29:26 | 18   |
| 7.     | Trasandino          | 21   | 5  | 6 | 10 | 35:44 | 16   |
| 8.     | Instituto O'Higgins | 21   | 4  | 4 | 13 | 27:55 | 12   |

|  | Geplaatst voor finale en promotie naar Primera División |

Finale
|                 |           |       |         |                               |
| 25 januari 1953 | Palestino | 4 – 2 | Rangers | Estadio El Teniente, Rancagua |
| 25 januari 1953 |           |       |         | Estadio El Teniente, Rancagua |